# プルブイ

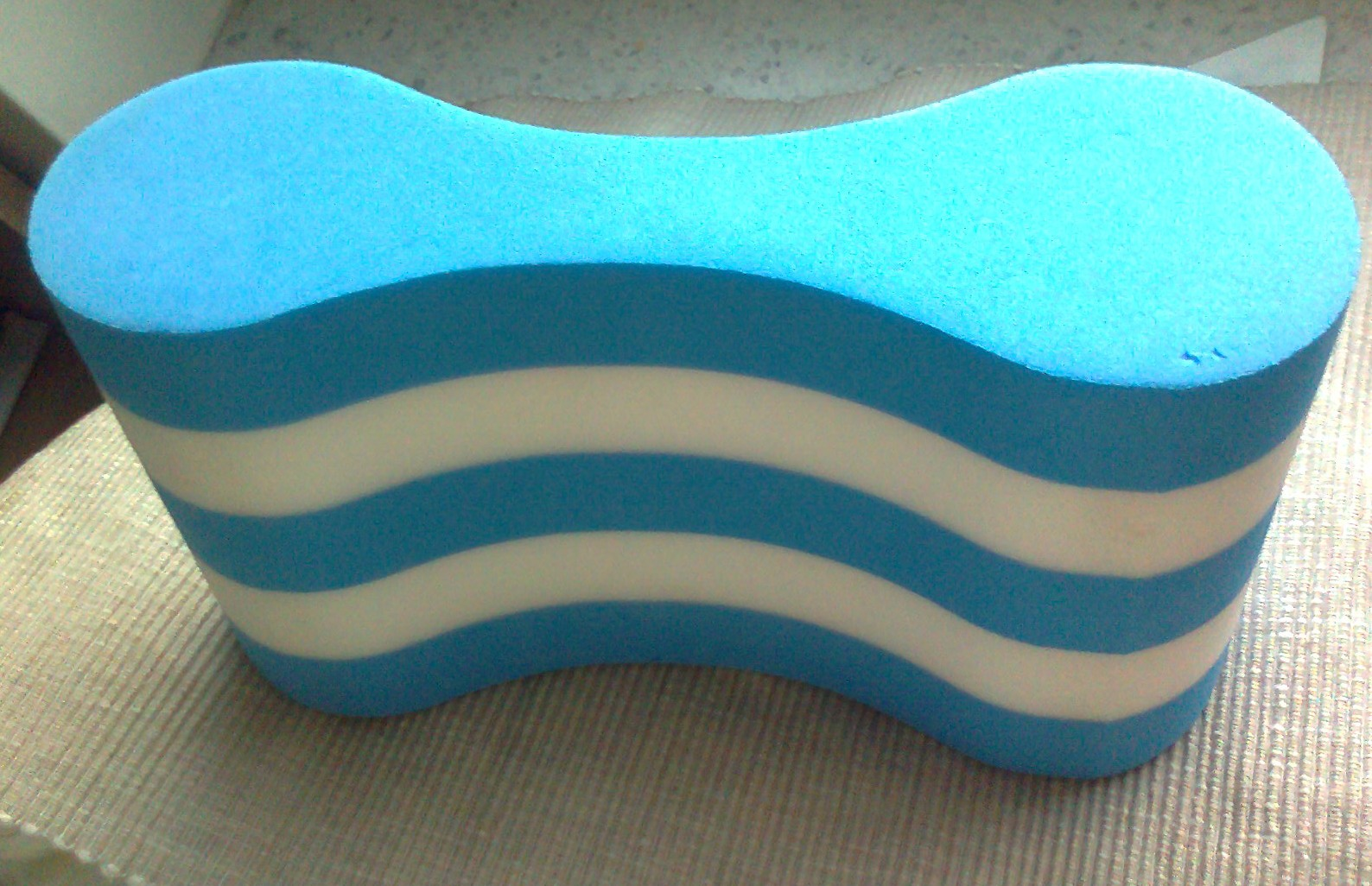
プルブイ

プルブイ（英: pull buoy）とは足に挟んで下半身の浮力を得るために使う水泳の補助具である。ビート板としても使用できるビート板型や、ひょうたん型、円柱型などのものがある。
一般的には太股や脹脛に挟んで下半身を浮かせ、理想的なフォームの体得や、腕の使いかたを集中的に練習するために用いられる水泳の補助具である。下半身が使えないことで、上半身のフォーム修正に集中できるほか、下半身が浮く事によって腰やお尻、足の正しい位置を覚えることにもつながる。腕や肩などかく動作に必要な筋力の強化に効果的であり、さらに負荷をかけるためにパドルを併用することが多い。
ビート板同様、水泳初心者から上級者まで使用できる補助具として広く普及しており、学校のプールやスイミングスクールなどでは必ずと言って良いほど置いてある。